# Premier League de Belice 2014-15
La Liga Premier de Belice 2014-15 fue la cuarta temporada de la liga más importante de Belice luego de su fundación en 2011.
Dentro de la temporada se jugaron dos torneos: el Torneo Apertura, jugado el segundo semestre de 2014, y el Torneo Clausura, jugado el primer semestre de 2015.
El torneo fue patrocinado por la cerveza Belikin.

## Equipos participantes
Únicamente 7 de los 8 equipos participantes de la pasada temporada participaron en la presente.
Regresaron Placencia Assassins, mientras que Wagiya volvió a fundarse.
| Equipo               | Ciudad                  | Distrito    | Estadio                  |
| -------------------- | ----------------------- | ----------- | ------------------------ |
| Belize Defence Force | San Ignacio             | Cayo        | Estadio Norman Broaster  |
| Belmopan Bandits     | Belmopán                | Cayo        | Estadio Isidoro Beaton   |
| FC Belize            | Ciudad de Belice        | Belice      | MCC Grounds              |
| Freedom Fighters     | Punta Gorda             | Toledo      | Toledo Union Field       |
| Placencia Assassins  | Independence            | Stann Creek | Placencia Football Field |
| Police United        | Ciudad de Belice        | Belice      | MCC Grounds              |
| San Ignacio United   | Ciudad de Belice        | Belice      | Estadio Norman Broaster  |
| Verdes               | Benque Viejo del Carmen | Cayo        | Estadio Marshalleck      |
| Wagiya FC            | Dangriga                | Stann Creek | Carl Ramos Stadium       |

## Torneo Apertura

### Fase de clasificación
|  | Pos. | Equipos              | PJ | PG | PE | PP | GF | GC | Dif. | PTS | Clasificación |
|  | ---- | -------------------- | -- | -- | -- | -- | -- | -- | ---- | --- | ------------- |
|  | 1º   | Police United        | 8  | 5  | 3  | 0  | 23 | 10 | +13  | 18  | Fase final    |
|  | 2º   | Verdes               | 8  | 5  | 2  | 1  | 19 | 9  | +10  | 17  | Fase final    |
|  | 3º   | Belmopan Bandits     | 8  | 5  | 1  | 2  | 23 | 6  | +17  | 16  | Fase final    |
|  | 4º   | Belize Defence Force | 8  | 4  | 3  | 1  | 10 | 4  | +6   | 15  | Fase final    |
|  | 5º   | Placencia Assassins  | 8  | 4  | 2  | 2  | 13 | 6  | +7   | 14  |               |
|  | 6°   | Wagiya FC            | 8  | 2  | 2  | 4  | 16 | 24 | -8   | 8   |               |
|  | 7º   | Freedom Fighters     | 8  | 2  | 0  | 6  | 10 | 24 | -14  | 6   |               |
|  | 8°   | San Ignacio United   | 8  | 1  | 1  | 6  | 8  | 29 | -21  | 4   |               |
|  | 9°   | FC Belize            | 8  | 1  | 0  | 7  | 3  | 13 | -10  | 3   |               |
|  |      |                      |    |    |    |    |    |    |      |     |               |

### Fase final
|  | Pos. | Equipos              | PJ | PG | PE | PP | GF | GC | Dif. | PTS | Clasificación |
|  | ---- | -------------------- | -- | -- | -- | -- | -- | -- | ---- | --- | ------------- |
|  | 1º   | Police United        | 6  | 4  | 0  | 2  | 7  | 7  | 0    | 12  | Final         |
|  | 2º   | Belmopan Bandits     | 6  | 3  | 1  | 2  | 4  | 3  | +1   | 10  | Final         |
|  | 3º   | Verdes               | 6  | 2  | 2  | 2  | 6  | 3  | +3   | 8   |               |
|  | 4º   | Belize Defence Force | 6  | 1  | 1  | 4  | 3  | 7  | -4   | 4   |               |

### Final
| Fechas                 | Local en la ida  | Global | Local en la vuelta | Ida   | Vuelta |
| ---------------------- | ---------------- | ------ | ------------------ | ----- | ------ |
| 7 y 17 de mayo de 2015 | Belmopan Bandits | 4 - 0  | Police United      | 0 - 0 | 4 - 0  |

| Campeón - Apertura 2014    |
| Belmopan Bandits 4° título |

## Torneo Clausura

### Fase de clasificación
|  | Pos. | Equipos              | PJ | PG | PE | PP | GF | GC | Dif. | PTS | Clasificación |
|  | ---- | -------------------- | -- | -- | -- | -- | -- | -- | ---- | --- | ------------- |
|  | 1º   | Police United        | 8  | 4  | 4  | 0  | 19 | 6  | +13  | 16  | Fase final    |
|  | 2º   | Verdes               | 8  | 5  | 1  | 2  | 14 | 6  | +8   | 16  | Fase final    |
|  | 3º   | Belmopan Bandits     | 8  | 4  | 3  | 1  | 9  | 2  | +7   | 15  | Fase final    |
|  | 4º   | Belize Defence Force | 8  | 4  | 2  | 2  | 13 | 7  | +6   | 14  | Fase final    |
|  | 5º   | Freedom Fighters     | 8  | 2  | 4  | 2  | 12 | 8  | +4   | 10  |               |
|  | 6°   | Placencia Assassins  | 8  | 2  | 4  | 2  | 15 | 15 | 0    | 10  |               |
|  | 7º   | Wagiya FC            | 8  | 3  | 1  | 4  | 14 | 16 | -2   | 10  |               |
|  | 8°   | FC Belize            | 8  | 1  | 2  | 5  | 8  | 19 | -11  | 5   |               |
|  | 9°   | San Ignacio United   | 8  | 0  | 1  | 7  | 5  | 30 | -25  | 1   |               |
|  |      |                      |    |    |    |    |    |    |      |     |               |

### Fase final
|  | Pos. | Equipos              | PJ | PG | PE | PP | GF | GC | Dif. | PTS | Clasificación |
|  | ---- | -------------------- | -- | -- | -- | -- | -- | -- | ---- | --- | ------------- |
|  | 1º   | Verdes               | 6  | 3  | 2  | 1  | 14 | 4  | +10  | 11  | Final         |
|  | 2º   | Belmopan Bandits     | 6  | 3  | 1  | 2  | 9  | 7  | +2   | 10  | Final         |
|  | 3º   | Police United        | 6  | 1  | 4  | 1  | 5  | 6  | -1   | 7   |               |
|  | 4º   | Belize Defence Force | 6  | 1  | 1  | 4  | 7  | 18 | -11  | 4   |               |

| Fechas                 | Local en la ida  | Global | Local en la vuelta | Ida   | Vuelta |
| ---------------------- | ---------------- | ------ | ------------------ | ----- | ------ |
| 7 y 17 de mayo de 2015 | Belmopan Bandits | 1 - 2  | Verdes             | 1 - 0 | 0 - 2  |

| Campeón - Clausura 2015    |
| Belmopan Bandits 4° título |

- Datos: Q17265941